# Arngrim

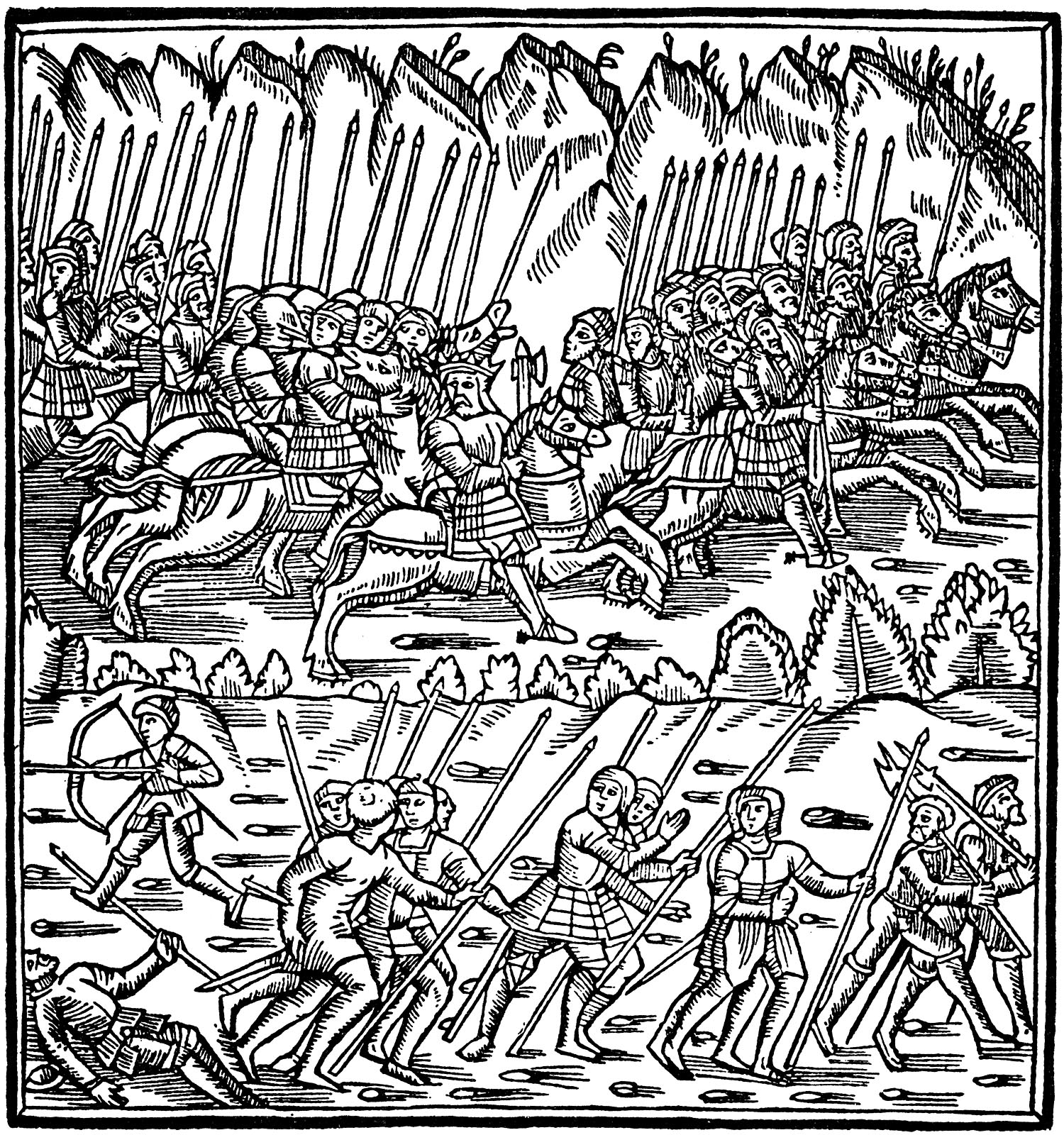
Arngrim en zijn mannen vallen het leger van de koning van Thengil aan.

Arngrim was een berserker uit de Hervarar saga, de Gesta Danorum, de Hyndluljóð, een aantal ballades uit de Faeröer en de Orvar-Odd sage in de Noordse mythologie.

## Hervarar saga
Volgens de H- en de U-versie van de Hervarar saga ging Arngrim plunderend naar Gardariki en ontmoette hij de koning Svafrlami, die op dat ogenblik het zwaard Tyrfing in bezit had. Tyrfing sneed door het schild van Arngrim en sloeg in de grond. Arngrim sneed hierop de hand van Svafrlami af, nam het zwaard en doodde Svafrlami met zijn eigen wapen. Hierop nam Arngrim de dochter van Svafrlami, Eyfura, gevangen en dwong haar met hem te trouwen.
De R-versie vertelt echter dat Arngrim de opperbevelhebber van Svafrlami werd en dat hij vele gevechten won en zo veel land en onderdanen verkreeg voor de oude koning. Arngrim kreeg hiervoor een hoge positie in het koninkrijk, Eyfura als vrouw en Tyrfing als geschenk.
In alle versies van de sage keert Arngrim terug naar Bolmsö met Eyfura (alhoewel de H- en de U-versie over het eiland Bolm in Hålogaland spreken). Ze kregen twaalf zonen, die allen in de voetsporen van hun vader traden en berserker kwamen. Volgens de U-versie heetten ze Angantyr, Hjörvard, Hervard, Hrani, Barri, Tyrfing, Tind, twee Haddings, Bui, Bild en Toki. Volgens de H-versie heetten ze Angantyr, Hjorvard, Hervard, Hrani, Brami, Barri, Reifnir, Tind, Saeming, Bui en twee Haddings. In de R-versie worden slechts zes namen vermeld: Angantyr, Hjörvard, Hervard, Hrani en twee Haddings.

## Gesta Danorum
Volgens de Gesta Danorum van Saxo Grammaticus was Arngrim een Zweedse kampioen die Skalk gedood had. Hiervoor was hij enorm trots op zichzelf, en daardoor vroeg hij om de hand van Eyfura, de dochter van Frodi, een Deense koning.
Toen Frodi zijn verzoek echter afwees, keerde Arngrim terug naar Erik, de legendarische koning van Zweden, om hem om advies te vragen. Erik zei tegen Arngrim dat hij het respect van Frodi moest winnen door Egther, de koning van Bjarmaland, en Thengil, de koning van Finnmark, te doden. Arngrim viel als eerste Thengil aan en verpletterde de Sami. Terwijl de Sami vluchtten, gooiden ze drie betoverde steentjes achter hen, zodat de steentjes op drie bergen leken. Arngrim was bedot en riep zijn mannen terug. De volgende dag startten ze opnieuw de achtervolging, maar de Sami gooiden sneeuw op de grond en zorgden ervoor dat het op een rivier geleek en Arngrim stopte de achtervolging. De derde dag herbegon het gevecht en deze keer hadden de Sami geen magie meer en werden zodanig verlagen. De Sami gingen akkoord met de vredesvoorwaarden, en elk derde jaar waren de Sami verplicht om een volle vracht rendierhuiden te leveren.
Na Thengil vielt Arngrim Egther van het Bjarmaland aan en versloeg hem in een enkel gevecht. Hij verplichtte het volk om hem een vacht per persoon te geven. Arngrim keerde terug naar Erik, die hem naar Frodi volgde. Erik overtuigde Frodi ervan dat Arngrim de beste keus was als man voor zijn dochter Eyfura. Frodi ging akkoord met het voorstel en ze hadden samen twaalf zonen.
Saxo Grammaticus volgt de Hervarar saga in de naamgeving van negen van de twaalf zonen: Angantyr, Hjörvard, Hervard, Hrani, Biarbe, Tyrfing, Tand, twee Haddings, Brand, Brodd en Hiarrande.

## Hyndluljóð
De Hyndluljóð vermeldt ook Arngrim en Eyfura, maar vertelt enkel dat ze leefden op Bolmsö en dat ze twaalf zonen hadden die berserker waren. Ze heetten Hervard, Hjorvard, Rane, Angantyr, Bue, Brame, Barre, Reivner, Tind, Tyrving en Haddings.

## De zonen van Arngrim
Interessant genoeg lijkt het alsof de Hyndluljóð de originele  lijst behouden heeft:
| Hyndluljóð | Hervarar saga | Hervarar saga | Hervarar saga | Gesta Danorum | Gesta Danorum | Gesta Danorum |
|            | Versie R      | Versie U      | Versie H      |               |               |               |
| Angantyr   | Angantyr      | Angantyr      | Angantyr      | Anganty       |               |               |
| Hjörvard   | Hjörvard      | Hjörvard      | Hjörvard      | Hjörvard      |               |               |
| Hervard    | Hervard       | Hervard       | Hervard       | Hervard       |               |               |
| Hrani      | Hrani         | Hrani         | Hrani         | Hrani         |               |               |
| Hadding    | Hadding       | Hadding       | Hadding       | Hadding       |               |               |
| Hadding    | Hadding       | Hadding       | Hadding       | Hadding       |               |               |
| Barri      |               | Barri         | Barri         | Barbi         |               |               |
| Tind       |               | Tind          | Tind          | Tand          |               |               |
| Tyrfing    |               | Tyrfing       | Saeming       | Tyrfing       |               |               |
| Bui        |               | Bui           | Bui           | Brand         |               |               |
| Brami      |               | Bild          | Brami         | Brodd         |               |               |
| Reifnir    |               | Toki          | Reifnir       | Hiarrande     |               |               |